# Lista över rollfigurer i Final Fantasy VII
Squaresoft (numera Square Enix) skapade spelet Final Fantasy VII som blev en av de bäst sålda Playstation-titlarna någonsin. Den här listan inkluderar även rollfigurer från övriga Final Fantasy VII-spel och filmer som bland annat Final Fantasy VII: Advent Children.

## Huvudkaraktärer

### Cloud Strife
Huvudartikel: Cloud Strife
Cloud Strife (クラウド・ストライフ Kuraudo Sutoraifu) är protagonisten i Final Fantasy VII och tidigare medlem i SOLDIER. Cloud är i FFVII en legosoldat som blivit hyrd av AVALANCHE som försöker sabotera för Shin-Ra. Cloud framhävs som en förvirrad person med inre konflikter. Han är klädd i SOLDIER:s uniform, har blåa ögon med ett glimrande grönt ljus i (på grund av Mako) samt blont hår med spikes. Han använder sig av svärdet Buster Sword, som är tre fot brett och minst två meter långt.

### Barret Wallace
Huvudartikel: Barret Wallace
Barret Wallace (バレット・ウォーレス Baretto Wōresu) är ledaren för AVALANCHE, motståndsrörelsen mot Shin-Ra. Barret förlorade sin fru, bästa vän, och sin högra arm till Shin-Ra. Senare grundade han AVALANCHE och satte en kulspruta på det som fanns kvar av armen. Barret litar mer på råstyrka än på snabbhet.

### Tifa Lockhart
Huvudartikel: Tifa Lockhart
Tifa Lockhart (ティファ・ロックハート Tiifa Rokkuhāto) är barndomsvän med Cloud. Som medlem i gruppen AVALANCHE är det Tifa som lyckas övertala Cloud att hjälpa dem. Hon har svart långt hår och bruna ögon, och är skicklig inom kampsport. Hon hjälper Cloud att ta sig genom sitt förflutna och lösa de konflikter som uppstår.

### Aeris Gainsborough
Huvudartikel: Aeris Gainsborough
Aeris Gainsborough (エアリス・ゲインズブール, Earisu Geinzubūru) är blomsterförsäljare i Midgar. Hon ber Cloud att bli hennes livvakt och ansluter sig till AVALANCHE. Både hon och Tifa gillar Cloud, vilket orsakar vissa spänningar dem emellan. Aeris slåss med stav och är den bästa magikern i FFVII.

### Red XIII
Huvudartikel: Red XIII
Red XIII (レッドXIII, Reddo Sātīn) är född med namnet Nanaki i Cosmo Canyon. Cloud och de andra hittar Red XIII i Shin-Ras labb där han används som ett av Hojos experiment. Red XIII följer sedan med gruppen. När Gi-stammen anföll deras hem blev han av med båda sina föräldrar. Red XIII trodde att hans far flydde från anfallet och att hans mor var den enda modiga. Så småningom får han reda på att hans far Seto var den som besegrade Gi-stammen men under den slutliga striden blev träffad av flera pilar och förstelnades. Efter detta omhändertogs Red XIII av sin adoptivfarfar Bugenhagen.

### Yuffie Kisaragi
Huvudartikel: Yuffie Kisaragi
Yuffie Kisaragi (ユフィ・キサラギ Yufi Kisaragi) är en kaxig 16-årig tjej från staden Wutai och dotter till mästaren Godo. Hon kallar sig för materiajägare. Cloud och de övriga hamnar i strid med Yuffie första gången de möts, och de besegrar henne. Efteråt övertalar hon dem att låta henne följa med på deras resa i hopp om att roffa åt sig materia. Trots sin tjuvaktighet är hennes avsikter någorlunda goda då hon vill återuppbygga Wutais tidigare rykte. Hon är ninja, men har trots det en ordentlig svaghet - hennes tendens att lätt bli sjö- och flygsjuk.

### Vincent Valentine
Huvudartikel: Vincent Valentine
Vincent Valentine (ヴィンセント・ヴァレンタイン, Vinsento Varentain) är en man med mörkt förflutet. Han var tidigare medlem av The Turks och blev kär i Lucrecia Crescent, en forskare hos Shin-Ra medan han översåg Hojos experiment. Lucrecia drar sig undan från Vincent och blir tillsammans med Hojo istället, med vilken hon så småningom blir gravid. Hon går med på att använda barnet i ännu ett experiment trots Vincents försök att tala henne tillrätta. Efter att Lucrecia fött sitt barn Sephiroth stänger hon in sig i en Mako-kristall och Vincent låser in sig själv i en kista för att sona sina synder. Han lämnar inte sin kista förrän Cloud och gänget kommer, cirka 30 år senare, och han inser att han äntligen kan börja sona sina synder.

### Cid Highwind
Huvudartikel: Cid Highwind
Cid är en pilot som brukade jobba åt Shinra, men han slutade när han träffade Cloud. Först får man låna hans flygplan som åker på vattnet, men eftersom flygplanet blev beskjutet när Cid och AVALANCHE skulle fly kan det bara åka på grunt vatten i spelet. De flydde från ROCKET TOWN, en stad bestående av några hus och en raket. Senare får man låna hans flygskepp som heter Highwind; det kan flyga och bara landa på gröna områden i spelet.

### Cait Sith
Huvudartikel: Cait Sith
Cait Sith är en robotkatt som sitter på en Moogle. Han är egentligen en spion som jobbar åt Shin-Ra. Han är styrd av Reeve Tuesti som jobbar inom Shin-Ra och vars uppdrag är att infiltrera Clouds grupp och sabotera för dem. Cloud får reda på att han jobbar för Shin-Ra och tänker lämna honom utanför, men till deras förvåning berättar Cait Sith att han tillfångatagit Marlene, så han får stanna vare sig de vill eller inte.